# Shetlandinseln

Flagge der Shetlandinseln

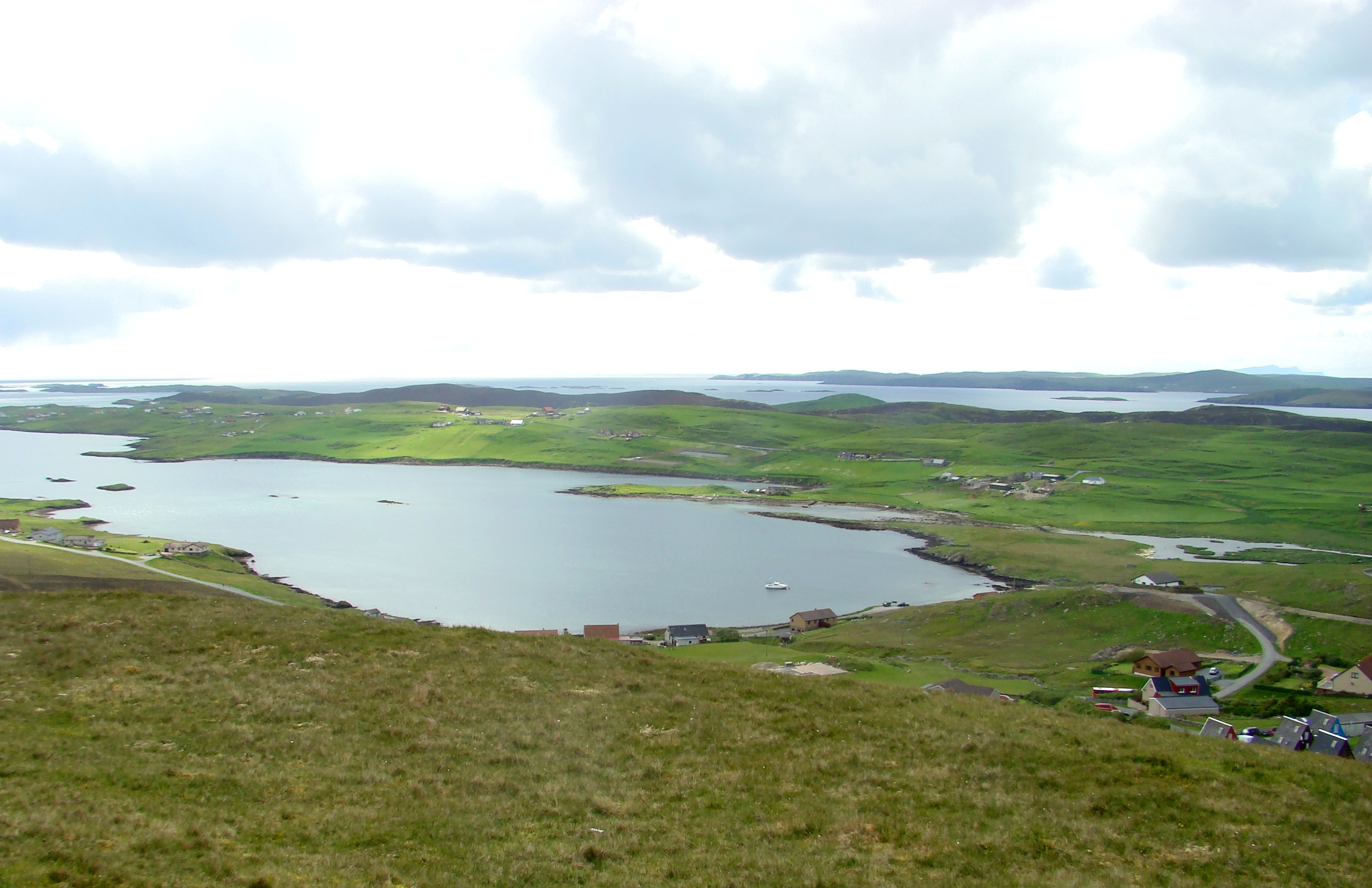
Der Süden Mainlands nahe Lerwick

Die Shetlandinseln, englisch Shetland Islands, kurz Shetlands, auch Shetland [ˈʃɛtlənd] genannt, sind eine zu Schottland gehörende Inselgruppe, die den nördlichsten Teil des Vereinigten Königreichs bildet. Sie liegt nordöstlich der schottischen Orkney- und südöstlich der Färöer-Inseln, etwa auf demselben Breitengrad wie die norwegische Küstenstadt Bergen. Die Shetlands markieren die nördliche Begrenzung der Nordsee gegenüber dem Nordatlantik. Ausgenommen die abseits liegenden Inseln Fair Isle und Foula, erstrecken sich die Shetlandinseln über ein 80 km mal 120 km großes Areal zwischen dem 59. und 61. Breitengrad. Von den 1466 km² Fläche entfallen etwa zwei Drittel auf die Hauptinsel Mainland. Administratives Zentrum und größte Stadt der Shetlands ist Lerwick auf Mainland. Historischer Hauptort und zweitgrößte Siedlung ist Scalloway. Die höchste Erhebung der Shetlandinseln ist der Ronas Hill auf Mainland mit 449 m über dem Meeresspiegel.

## Geschichte

### Vorgeschichte

Übersicht: Die Inselgruppe

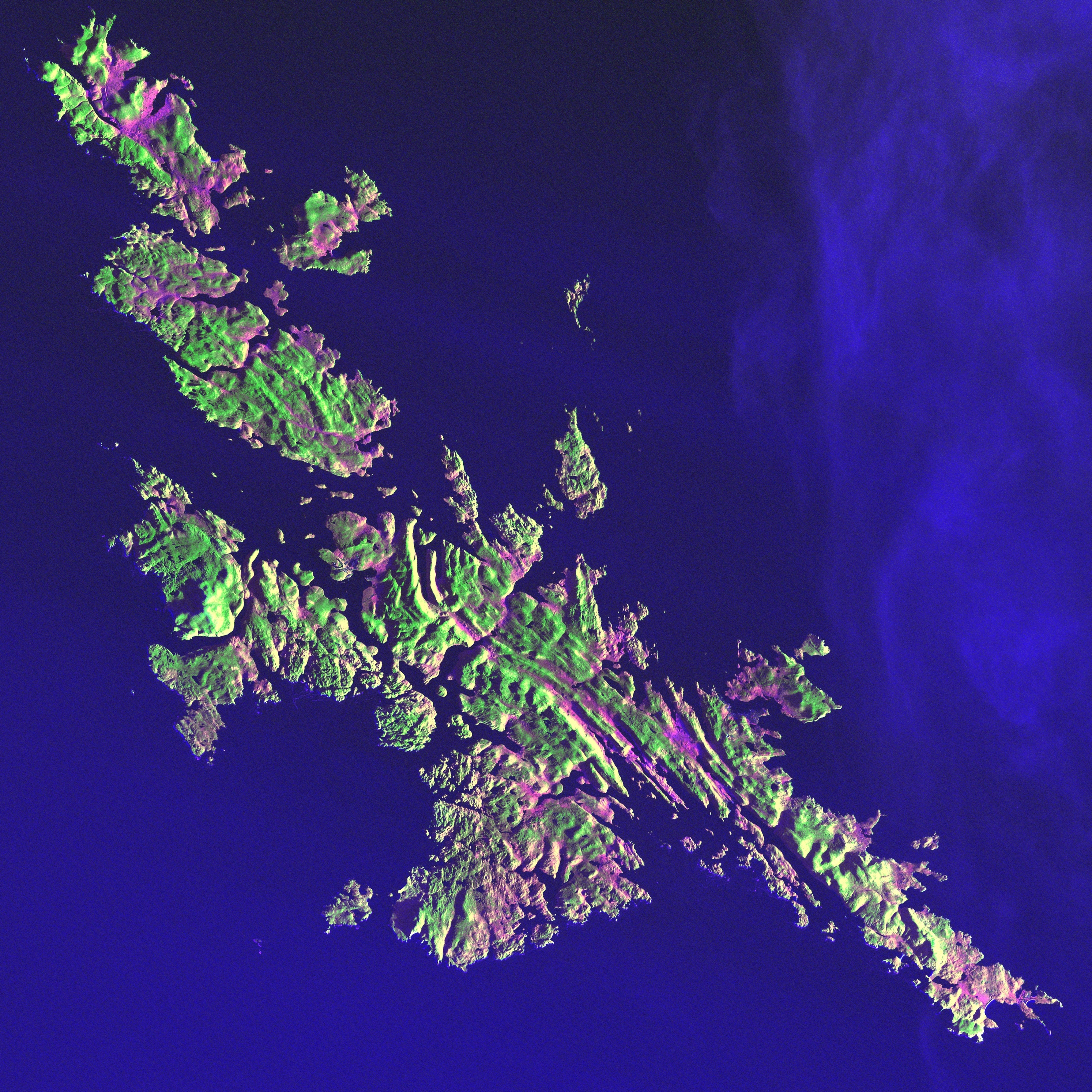
Shetlands (NASA Landsat Project)

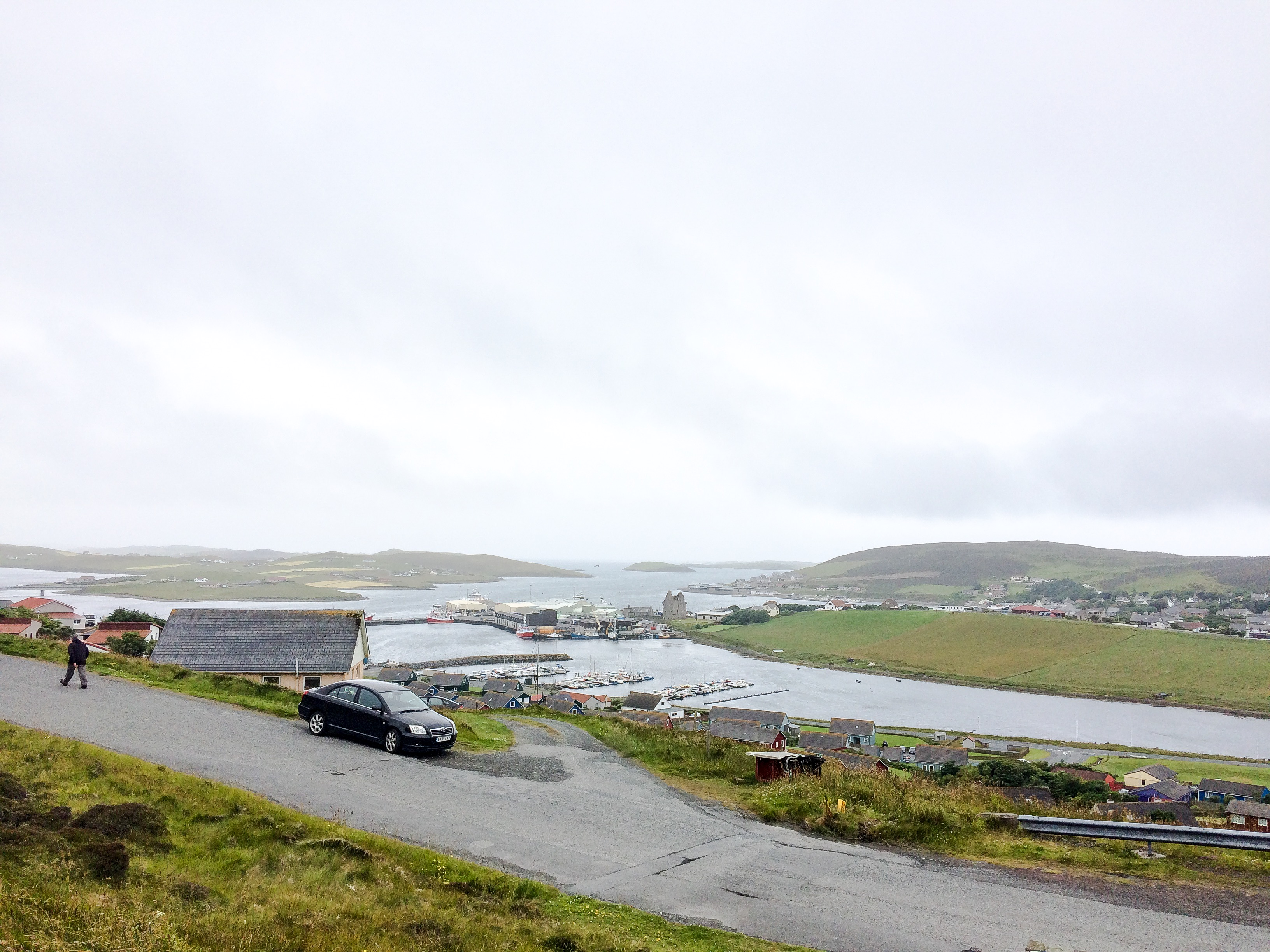
Landschaft um Scalloway, Mainland, auf den Shetlands

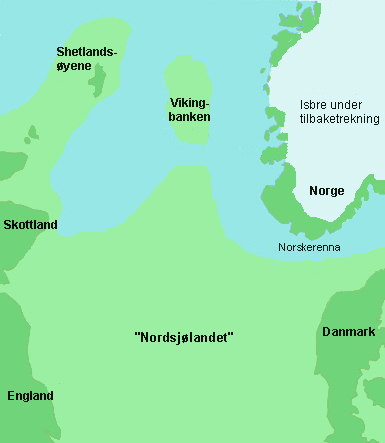
Vermutliche Ausdehnung von Landflächen gegen 8000 v. Chr. um die Shetlandinseln und auf dem Gebiet der heutigen Nordsee

Die Shetlands sind seit dem 3. Jahrtausend v. Chr. besiedelt. Die Bewohner betrieben Ackerbau und Viehhaltung und errichteten Steingräber (z. B. Gillaburn, Islesburgh Cairn, Ronas Hill, Punds Water oder Vementry).
Im 2. Jahrtausend v. Chr. (Bronzezeit) wurde das Klima feuchter und kälter, weshalb die Bewohner näher an der Küste siedelten. In der Eisenzeit entstanden hier noch heute zu besichtigende Brochs, runde Steintürme: zum Beispiel Clickhimin, der Broch von Culswick, der Jarlshof und Broch von Mousa, aber auch Blockhouses, Ringforts, Rampart Forts, Earthhouses Souterrains und Wheelhouses oder Tempel wie Stanydale prägen das Bild des Archipels.

### Antike bis Gegenwart
Ob es sich bei der von Pytheas von Massalia im späten 4. Jahrhundert v. Chr. erwähnten Insel Thule um eine der Shetlands handelt, ist unklar.
Einige Sprachwissenschaftler sehen die in altirischen Texten erwähnten Inse Cat („Inseln der Catten“ oder Chatten) als einen frühen Hinweis auf die fernen Shetlands. Die Vorfahren der Schotten, die Skoten, stammen ursprünglich aus Irland und dehnten sich zur Zeit des Königreichs von Dalriada zunächst vom County Antrim in Nordirland nach Argyll in Westschottland aus. Im restlichen Schottland und auf den nördlichen Inseln lebten zu dieser Zeit die Pikten („die Bemalten“). Es wird also angenommen, dass auch die antiken Bewohner der Shetlands Pikten waren.
Im 9. Jahrhundert landeten hier die Wikinger an und nannten die Inseln Hjaltland. Sie etablierten neue, eigene Gesetze und brachten die altnordische Sprache mit, die sich hier zum Dialekt Norn weiterentwickelte und für Jahrhunderte prägend blieb. Im 10. Jahrhundert wurden die Wikinger christianisiert. Um 1195 wurden die Inseln für einige Zeit direkt der Krone Norwegens unterstellt. Die Shetlands gehörten auch später zu Norwegen, das sich im 14. Jahrhundert zudem mit Schweden und Dänemark vereinigte. Aus der Wikingerzeit stammt der Hort auf St Ninian’s Isle.
Das norwegisch-dänische Krongut auf den Shetlandinseln (also das Land und die aus dem Land erwachsenden Rechte) gelangte 1469 unter die Kontrolle Schottlands, als Margarethe von Dänemark, die Tochter des dänischen Königs Christian I., den König James III. von Schottland heiratete – das Krongut der Shetlands diente dabei als Sicherheitsleistung für die Mitgift. In der Folge wurde Shetland vom Königreich Schottland annektiert, aber anders als Orkney nicht sofort in die allgemeine Reichsverwaltung integriert, sondern dem königlich-schottischen Privy Council unterstellt. Vom 15. bis zum Ende des 17. Jahrhunderts entwickelten sich rege Handelsbeziehungen zwischen der Hanse und den Shetlands, die zahlreiche Importgüter benötigten.
Seit dem Anschluss an Schottland wuchs der schottische Einfluss auch auf die Kultur der Inseln beständig. Das Old Norn als allgemein verbreitete Sprache ging zurück und starb im 19. Jahrhundert aus. Der Einfluss des Norn ist jedoch noch in einer Vielzahl aus dem Norn entlehnter Wörter und einer Reihe grammatikalischer Besonderheiten im schottisch-englischen Inseldialekt spürbar (etwa der Zeitenbildung mit „ta be“ statt „tae hae“ = „I am been“ statt „I hae been“ oder „I wis been“ statt „I haed been“). Dies macht den shetländischen Dialekt zu einer markanten eigenen Variante des schottischen Englisch, genau genommen des „North Insular Scots“.
Im Zweiten Weltkrieg spielten die Shetlands eine Rolle bei der Unterstützung des norwegischen Widerstands und bei der Flucht aus dem besetzten Norwegen. Von hier aus wurden Kommandounternehmen durchgeführt und Agenten eingeschleust. Mit vorwiegend norwegischen Fischereibooten wurde die Überfahrt zwischen den Shetlands und der gesamten norwegischen Küste bewerkstelligt, was nur in der Winterzeit möglich war. Bekannt wurden die Aktionen als „Shetland Bus“, von denen die bekanntesten wohl die Angriffe auf das deutsche Schlachtschiff Tirpitz im Jahr 1942 und auf die Schwerwasseranlage der Norsk Hydro in Rjukan in der norwegischen Telemark waren.

## Geowissenschaften

### Geologie und Morphologie
Die Inselgruppe entstand am Anfang des Paläozoikums im Rahmen der Kaledonischen Gebirgsbildung. Sie ist aus unterschiedlichen Sedimentgesteinen aufgebaut. Shetlands Oberfläche ist felsig. Der Archipel wird auch „The old rock“ genannt, weil hier harte, zu den ältesten Gesteinen der Erde gehörende Sedimente dominieren. Shetland-Mainland, Yell und der Westen von Unst sind aus kristallinen Schiefern und Gneisen aufgebaut. Nord-Mainland besteht überwiegend aus Granit. Gabbro und Serpentin bilden den Osten von Unst und Fetlar. Sandstein findet sich nur an den West- und Osträndern des Archipels. Für das dortige Relief sind die eiszeitlichen Gletscher verantwortlich. Das Landschaftsbild ähnelt hier dem der Orkneys, während der übrige Teil der Shetlands rau ist. Die Bodenschicht ist dünn, Felsblöcke, Moore und saure Wiesen, zahlreiche kleine Seen und Teiche sind vorhanden. Die harten Gesteine Mainlands boten den Eismassen enormen Widerstand. Diese folgten den Schwachzonen in der Erdkruste, den Falten- und Bruchlinien aus der Zeit der Gebirgsbildung oder den mit Kalkablagerungen gefüllten Tälern. So entstanden die mächtigen Gletschertäler und die langen und tiefen Voes: Bowland, Clousta, Culbinsbourgh, Footabrough, Leiraness, Papil, Quarf, Scalloway, Scatsta, Setter, Snarraness, Sound, Sullom und Tresta. Pittoreske Formen, die das westseitige Küstenpanorama prägen, entstanden im Zusammenspiel von Westwind und Brandung, die die Felsen unterhöhlten. Indem in der zu dünnen Decke von Meereshöhlen Löcher einbrachen, entwickelten sich Gloups. Ins Land schneidende Felsspalten erweiterten sich zu so genannten Geos.

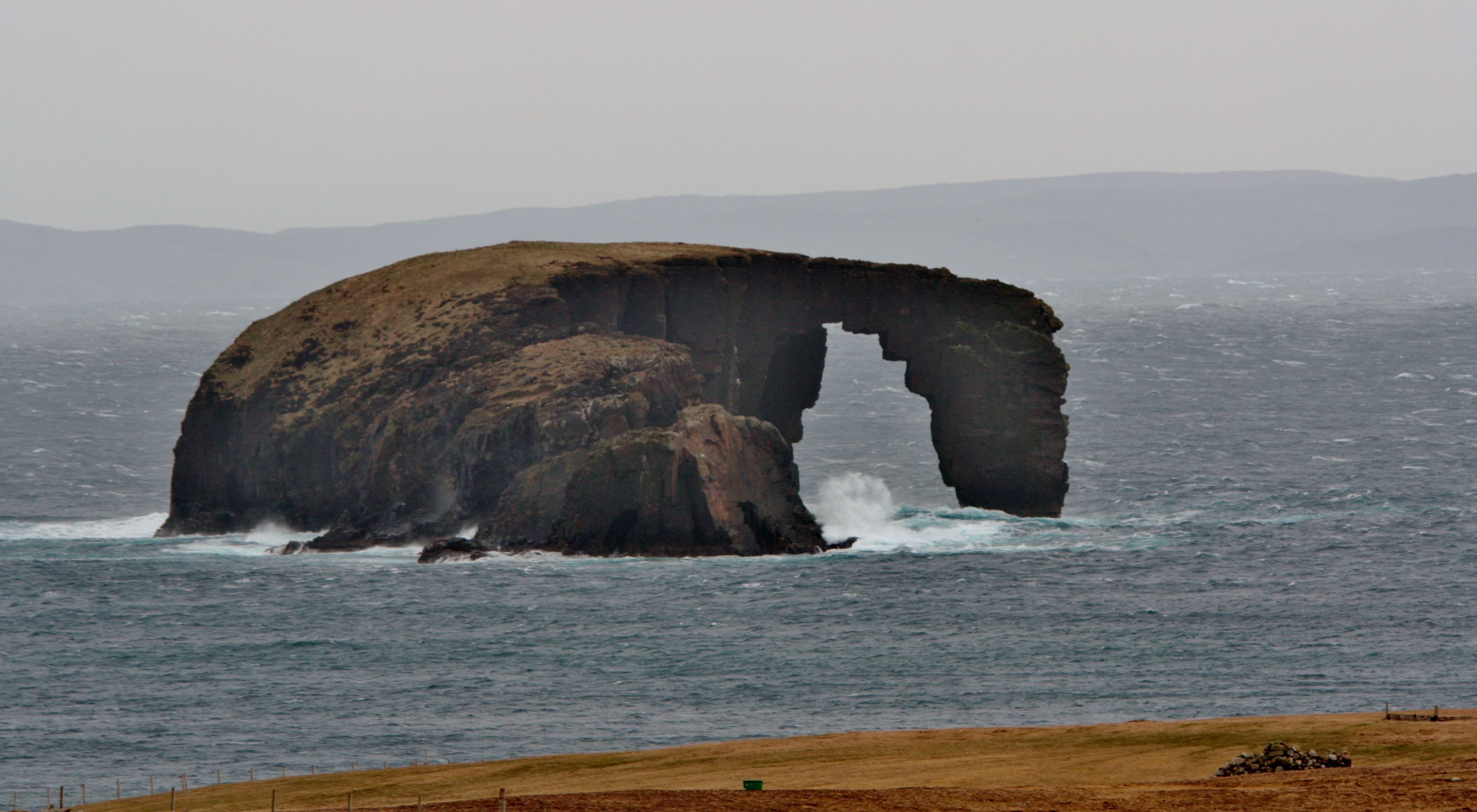
Dore Holm

Die Geos und Gloups und das Felsentor des Dore Holm vor der Westküste von Esha Ness bieten den eindrucksvollsten Anblick im Nordwesten von Mainland. Der Catpund-burn mit Steatit, Serpentinit und Schieferschichten führt bei Cunningsburgh ungefähr einen Kilometer nach Osten ins Meer.

### Klima

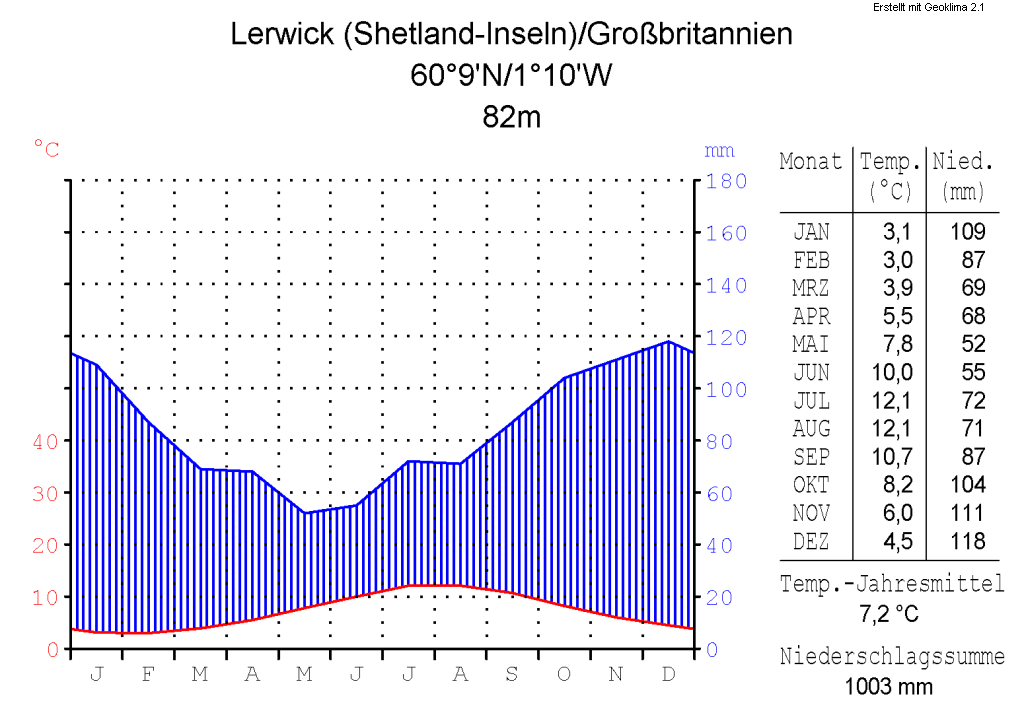
Klimadiagramm von Lerwick

Auf den Shetlands ist es insgesamt sehr mild und feucht (1000 mm Niederschlag jährlich), bestimmt durch den Golfstrom. Der Winter auf den Inseln ist meist recht mild mit nur gelegentlichem Frost und eher seltenem Schneefall, wobei das Winterhalbjahr auch die regenreichste Zeit des Jahres ist. Im Sommer können die Temperaturen durchaus bis auf 15 °C und mehr ansteigen. Jedoch sind Stürme, starke Regenfälle und Nebel häufig und können das Wetter auch im Sommer relativ ungemütlich machen.
| Monat                 | Jan | Feb | Mär | Apr | Mai | Jun | Jul | Aug | Sep | Okt | Nov | Dez | Jahr |
| --------------------- | --- | --- | --- | --- | --- | --- | --- | --- | --- | --- | --- | --- | ---- |
| Tagestemperatur °C    | 4   | 4   | 6   | 9   | 12  | 13  | 15  | 15  | 12  | 10  | 7   | 5   | 9,3  |
| Nachttemperatur °C    | 1   | 0   | 1   | 3   | 5   | 7   | 9   | 9   | 7   | 5   | 2   | 1   | 4,1  |
| Sonnenstunden pro Tag | 1   | 2   | 3   | 4   | 5   | 6   | 6   | 5   | 4   | 2   | 1   | 0   | 3,2  |
| Regentage             | 22  | 19  | 16  | 15  | 14  | 15  | 16  | 17  | 18  | 20  | 23  | 21  | 216  |
| Wassertemperatur °C   | 5   | 5   | 5   | 6   | 7   | 9   | 11  | 12  | 11  | 10  | 8   | 6   | 8    |

## Flora
Während die Inseln heute durch Rodung fast völlig baumlos sind, konnte durch Pollenanalyse vorgeschichtlicher Ablagerungen nachgewiesen werden, dass sie bis zur Ankunft des Menschen vor 5000 Jahren durchgehend mit Birken, Weiden und Haseln bewaldet waren.

## Politik und Verwaltung
Im britischen Unterhaus ist der Wahlkreis Orkney and Shetland mit einem Abgeordneten, seit 2001 Alistair Carmichael, vertreten. Im Schottischen Parlament stellt Shetland einen Abgeordneten, seit 2019 ist dies Beatrice Wishart. Beide gehören den Liberaldemokraten an.
Die Shetlands bilden eine der 32 schottischen Council Areas, die seit 1996 in Schottland als einstufige Verwaltung existieren. Das zugehörige Gremium ist der Shetland Islands Council. Er besteht aus 22 Abgeordneten, die sieben Wahlbezirke (Ward) repräsentieren. Seit der Wahl im Mai 2017 setzt er sich aus 21 politisch unabhängigen Abgeordneten sowie einem Mitglied der Scottish National Party zusammen. Geleitet wird der Rat seit Mai 2018 von Steven Coutts, Stellvertreterin ist Emma Macdonald. Sitz des Rates und der Verwaltung ist die Stadt Lerwick, die den Status einer burgh hat.
Von 1975 bis 1996 gab es in Schottland neben neun Regionen, die sich in Distrikte unterteilten („zweistufige Verwaltung“), auch die drei Inselbezirke (Shetland und auch Orkney und Western Isles). Die Regionen waren bei der Neuorganisation der Kommunalverwaltung 1975 anstelle der 1889 eingerichteten Verwaltungsgrafschaften geschaffen worden.

## Verwaltungsgliederung

### Civil Parishes
Die Civil parishes haben seit 1929 keine Verwaltungsfunktion mehr und dienen seither nur noch als statistische Regionaleinheiten.
| \| Civil Parish \| dazugehörige Gebiete \| Fläche in km² \| Einwohner (Census 2011)[9] \| Dichte \| \| ------------------ \| --------------------------------------- \| ------------- \| -------------------------- \| ------ \| \| Bressay \| \| 27,8 \| 368 \| 13,2 \| \| Delting \| Brae, Muckle Roe \| 131,7 \| 1.917 \| 14,6 \| \| Dunrossness \| Cunningsburgh, Fair Isle, Sandwick \| 120,5 \| 3.216 \| 26,7 \| \| Fetlar \| \| 41,4 \| 61 \| 1,5 \| \| Lerwick \| Gulberwick, Quarff, Burra \| 32,2 \| 8.607 \| 267,3 \| \| Nesting \| Lunnasting, Skerries, Whalsay \| 105,6 \| 1.759 \| 16,7 \| \| Northmaven \| \| 204,1 \| 741 \| 3,6 \| \| Sandsting \| Aithsting \| 162,4 \| 831 \| 5,1 \| \| Tingwall \| Scalloway, Trondra, Whiteness, Weisdale \| 118,9 \| 3.091 \| 26,0 \| \| Unst \| \| 122,2 \| 632 \| 5,2 \| \| Walls and Sandness \| Foula, Papa Stour, Vaila \| 78,6 \| 978 \| 12,4 \| \| Yell \| \| 211,7 \| 966 \| 4,6 \| \| Gesamt \| \| 1.357,1 \| 23.167 \| 17,1 \| | Dunrossness Lerwick Bressay Tingwall Sandsting Walls and Sandness Nesting Delting Northmaven Yell Fetlar Unst |               |                         |        |
| Civil Parish | dazugehörige Gebiete                                                                                          | Fläche in km² | Einwohner (Census 2011) | Dichte |
| Bressay | | 27,8          | 368                     | 13,2   |
| Delting | Brae, Muckle Roe                                                                                              | 131,7         | 1.917                   | 14,6   |
| Dunrossness | Cunningsburgh, Fair Isle, Sandwick                                                                            | 120,5         | 3.216                   | 26,7   |
| Fetlar | | 41,4          | 61                      | 1,5    |
| Lerwick | Gulberwick, Quarff, Burra                                                                                     | 32,2          | 8.607                   | 267,3  |
| Nesting | Lunnasting, Skerries, Whalsay                                                                                 | 105,6         | 1.759                   | 16,7   |
| Northmaven | | 204,1         | 741                     | 3,6    |
| Sandsting | Aithsting | 162,4         | 831                     | 5,1    |
| Tingwall | Scalloway, Trondra, Whiteness, Weisdale                                                                       | 118,9         | 3.091                   | 26,0   |
| Unst | | 122,2         | 632                     | 5,2    |
| Walls and Sandness | Foula, Papa Stour, Vaila                                                                                      | 78,6          | 978                     | 12,4   |
| Yell | | 211,7         | 966                     | 4,6    |
| Gesamt | | 1.357,1       | 23.167                  | 17,1   |

### Community Council Areas
Diese Regionaleinheiten wurden 1975 eingeführt und 1996 reorganisiert, mit dem Ergebnis, dass jetzt einige Civil parishes zwei oder mehr Community Council Areas umfassen.
Im Juli 2012 gab es 18 Community Council Areas auf den Shetlandinseln, alle mit aktiven Community councils (etwa Gemeinderäten).
| Community Council                    | dazugehörige Gebiete     | nicht mehr dazugehörige Gebiete (Unterschied zu Civil Parish) | Einwohner (Census 2011) |
| ------------------------------------ | ------------------------ | ------------------------------------------------------------- | ----------------------- |
| Bressay                              |                          |                                                               | 368                     |
| Burra and Trondra                    |                          |                                                               | 987                     |
| Delting                              | Brae, Muckle Roe         |                                                               | 1.917                   |
| Dunrossness                          | Fair Isle                | Cunningsburgh und Sandwick                                    | 1.552                   |
| Fetlar                               |                          |                                                               | 61                      |
| Gulberwick, Quarff and Cunningsburgh |                          |                                                               | 1.521                   |
| Lerwick                              |                          | Gulberwick, Quarff, Burra                                     | 6.928                   |
| Nesting and Lunnasting               |                          | Skerries und Whalsay                                          | 624                     |
| Northmaven                           |                          |                                                               | 741                     |
| Sandness and Walls                   | Foula, Papa Stour, Vaila |                                                               | 978                     |
| Sandsting and Aithsting              |                          |                                                               | 831                     |
| Sandwick                             |                          |                                                               | 970                     |
| Scalloway                            |                          |                                                               | 1.479                   |
| Out Skerries                         |                          |                                                               | 74                      |
| Tingwall, Whiteness and Weisdale     |                          | Scalloway und Trondra                                         | 1.477                   |
| Unst                                 |                          |                                                               | 632                     |
| Whalsay                              |                          |                                                               | 1.061                   |
| Yell                                 |                          |                                                               | 966                     |
| Gesamt                               | Gesamt                   | Gesamt                                                        | 23.167                  |

## Wirtschaft und Verkehr

### Wirtschaft
Die bedeutendste Industrie der Inseln ist die Öl-Industrie. Von den Ölfeldern Ninian und Brent in der Nordsee zwischen den Shetlands und Norwegen führt eine unterseeische Pipeline in die Bucht Sullom Voe, an der Europas größtes Öl-Terminal errichtet wurde. Die britischen Ölfelder haben aber seit 1999 ihr Ölfördermaximum überschritten.
Darüber hinaus hat es schon immer eine ausgeprägte auf Lachsfang und in früheren Zeiten auch Heringsfang spezialisierte Fischereiwirtschaft gegeben. Ein neuerer Zweig ist die Zucht von Lachsen in Farmen, womit in den 1990er Jahren begonnen wurde. Doch auch dieser Zweig ist schon wieder im Niedergang begriffen und es gibt Versuche, andere Fischarten zu züchten. Landwirtschaft kann bei den vorherrschenden Klima- und Bodenbedingungen fast nur als Weidewirtschaft betrieben werden (etwas Kartoffel- und vereinzelt Möhrenanbau). Gehalten werden neben Schafen auch einige wenige Galloway-Rinder, die besonders genügsam sind. Von jeher gelten die Shetlander als Fischer, die ein wenig Landwirtschaft, die Orcadians als Farmer, die ein wenig Fischfang betreiben.
Als weiteres wirtschaftliches Standbein gilt der Tourismus, der hauptsächlich von privaten B&B-Unterkünften für Individualtouristen geprägt ist. Einige ehemalige Fischer bieten inzwischen Rundfahrten zu den Klippen der Natur- und Vogelschutzgebiete, zum Beispiel zur Südseite von Bressay oder zur Isle of Noss, an.

### Verkehr
Die Shetlandinseln sind mit der Fähre oder dem Flugzeug erreichbar.

#### Schiffsverkehr
Die Fährverbindung zu den Inseln wird durch NorthLink Ferries betrieben. Es besteht eine tägliche Verbindung nach Aberdeen, mehrmals wöchentlich auch nach Kirkwall auf den Orkneys.
Zwischen den einzelnen Inseln der Inselgruppe verkehrt die Fährgesellschaft SIC Ferries die im Besitz des Shetland Islands Council ist.

#### Straßenverkehr
Einige der Inseln sind mit Brücken untereinander verbunden, und es gibt mehrere Buslinien. Auf Unst liegt an der Hauptverkehrsstraße, der A968, die sogenannte Unst Bus Shelter, die aufgrund ihrer besonderen Ausstattung gleichzeitig eine der bekanntesten Sehenswürdigkeiten der Insel ist.

#### Flugverkehr

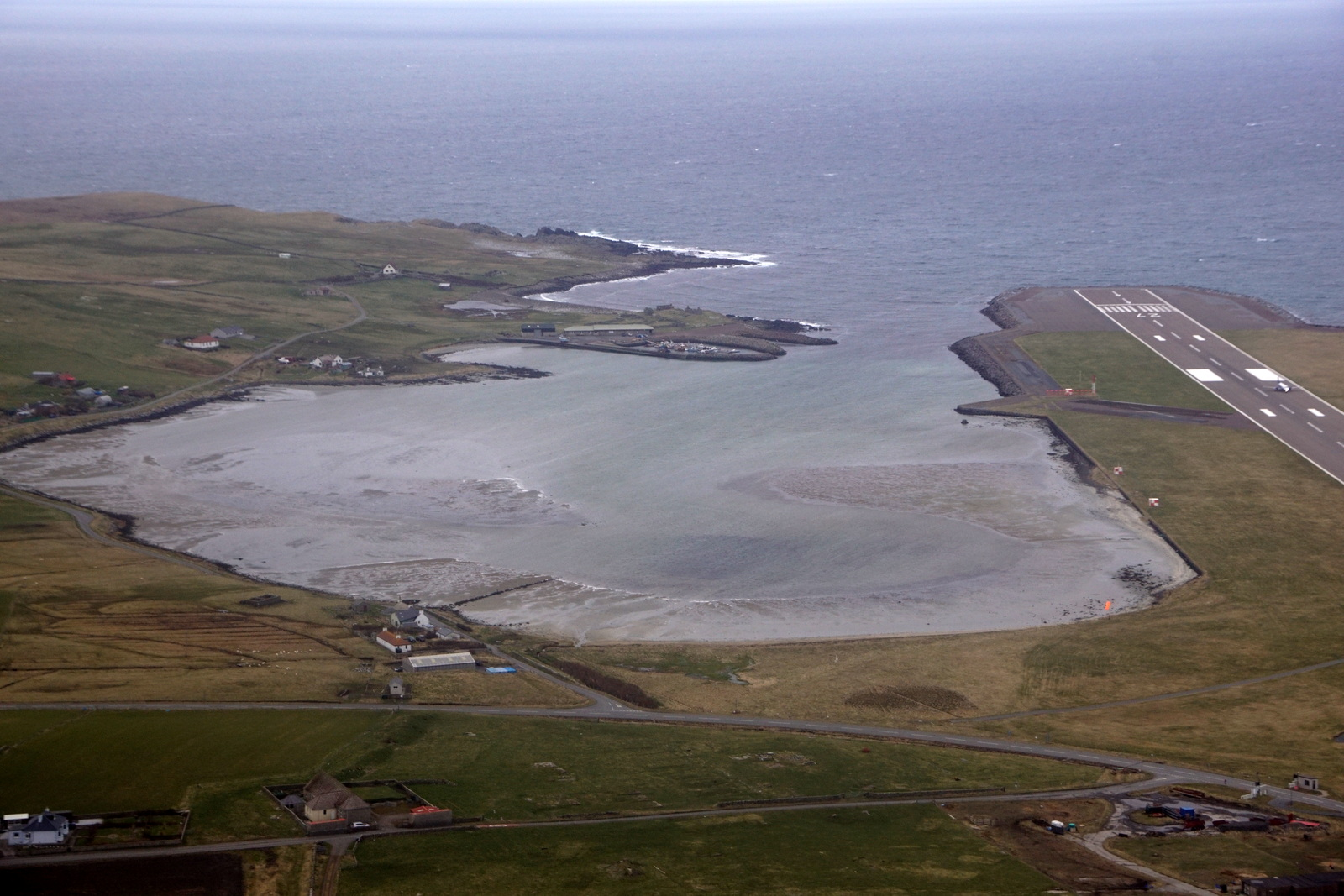
Landebahn am Pool of Virkie

Regelmäßige Flugverbindungen bestehen zwischen dem Flughafen Sumburgh an der Südspitze und allen größeren Flughäfen des Vereinigten Königreiches wie London (zurzeit nur im Sommer durch die färöische Gesellschaft Atlantic Airways, die auf der Route Tórshavn-London hier zwischenlandet), Edinburgh und Glasgow sowie zahlreichen schottischen Regionalflughäfen wie Aberdeen, Inverness, Kirkwall, Wick.
Der Regionalflugverkehr wird ausschließlich über den Flughafen Tingwall (nordwestlich Lerwick) abgewickelt, für den Wirtschaftsflugverkehr wurde der Flughafen Scatsta beim Oil Terminal Sullom Voe reaktiviert und ausgebaut.

#### Raumfahrt
Auf der Insel Unst im äußersten Norden der Shetlandinseln wird der Weltraumbahnhof Saxavord Spaceport gebaut, von welchem ab 2025 Trägerraketen mit Kleinsatelliten starten sollen. Die Civil Aviation Authority (CAA) hat bereits eine Range-Lizenz erteilt, die es erlaubt während des Starts den See- und Luftraum zu kontrollieren. Dies gewährleistet eine freie Flugbahn für startende Raketen sowie die Sicherheit der Menschen am Boden.

## Kultur
Alljährlich am letzten Dienstag im Januar gibt es ein regionales gesellschaftliches Großereignis, das „Up Helly Aa“-Fest. Etwas später im Frühjahr findet jährlich das Shetland Folk Festival statt. Die „Fiddle“ zu spielen, gehört zu den hergebrachten Traditionen. Die Brauchtumspflege der „Shetland-Fiddlers“ ist in Folkmusikkreisen europaweit für ihre Leistungen bekannt. Zugleich gibt es seitens der jüngeren Shetländer zahlreiche Rockbands.
Die Inseln haben ein Heimatmuseum, das Shetland Museum.